# Заклади вищої освіти Дніпропетровської області
Заклади вищої освіти Дніпропетровської області — мережа, що складається з 85 закладів вищої освіти. В області функціонує 4 ЗВО, яким надано статус національних. До сектору державної власності входять 64 ЗВО, (47 — І-ІІ рівнів акредитації, 17 — ІІІ-IV рівнів акредитації), до комунального сектору — 15, до приватного сектору — 5. Крім того, діють 37 відокремлених структурних підрозділів та філій закладів вищої освіти.
З-поміж закладів вищої освіти ІІІ-IV р.а. 13 ВНЗ (з них 3 приватні) підпорядковуються Міністерству освіти і науки України, 7 підпорядковані іншим галузевим міністерствам, 1 заклад обласного підпорядкування.

## Контингент
У 2008—2009 навчальному році контингент студентів становить 241 тисяча студентів, з них 157 тис. за денною формою навчання, за заочною формою навчання — 84. Серед них майже 43 тис. студентів навчається в коледжах, технікумах, училищах та близько 100 тис. студентів у ЗВО ІІІ-IV рівнів акредитації.
Прийом до закладів вищої освіти І-IV р.а. в 2008—2009 навчальному році становив близько 48,6 тис. студентів, випуск 2008—2009 навчального року становив близько 55,8 тис. студентів.
Загальний конкурс серед ЗВО І-ІІ р.а. на місця державного замовлення становив 1,76.
По ЗВО ІІІ-IV р.а. попитом користувалися спеціальності економічного (конкурс становив 7 осіб/місце), юридичного (6,9) філологічного(6,8), напрямів. Не меншим попитом користувалась спеціальність журналістика (6,1), спеціальності комп'ютерного напряму (5,6) та психології (5,1).

## Педагогічні та науково-педагогічні кадри
Навчальний процес у ЗВО І-ІІ рівнів акредитації забезпечують 3365 викладачів основного персоналу. У ЗВО ІІІ-IV рівнів акредитації науково-педагогічних працівників — 9144 осіб; докторів наук — 841 (9,2 %), професорів — 786 (8,6 %), кандидатів наук — 4105 (44,9 %), доцентів — 3008 (32,9 %).

## Перелік ЗВО

### Дніпро
- Університети:
  - Університет митної справи та фінансів
  - Український державний хіміко-технологічний університет
  - Дніпровський державний аграрно-економічний університет
  - Дніпровський державний медичний університет
  - Дніпропетровський державний університет внутрішніх справ (в тому числі для відокремленого структурного підрозділу)
  - Дніпровський національний університет імені Олеся Гончара (в тому числі для відокремлених структурних підрозділів)
  - Дніпровський національний університет залізничного транспорту імені академіка В. Лазаряна (в тому числі для відокремлених структурних підрозділів)
  - Дніпровська політехніка (в тому числі для відокремлених структурних підрозділів)
  - Дніпровський гуманітарний університет
  - Університет імені Альфреда Нобеля (в тому числі для відокремлених структурних підрозділів)
- Академії
  - Національна металургійна академія України (в тому числі для відокремлених структурних підрозділів)
  - Придніпровська державна академія будівництва та архітектури
  - Придніпровська державна академія фізичної культури і спорту
  - Міжрегіональна академія бізнесу та права ім. Н. Кручиніної
  - Дніпровська академія музики ім. М. Глінки
  - Дніпровська академія неперервної освіти
- Інститути
  - Державне підприємство орган з сертифікації залізничного транспорту
  - Державне підприємство Дніпропетровський інститут професійного розвитку і освіти
  - Дніпропетровський регіональний інститут державного управління Національної академії державного управління при Президентові України
  - ТОВ Дніпровський медичний інститут традиційної і нетрадиційної медицини
- Коледжі:
  - Дніпровський політехнічний коледж
  - Коледж радіоелектроніки
  - Дніпровський коледж залізничного транспорту та транспортної інфраструктури
  - Дніпровський театрально-художній коледж
  - Дніпровський транспортно-економічний коледж
  - Машинобудівний коледж Дніпровського національного університету ім. О. Гончара
  - Технологічний коледж Дніпровського державного аграрно-економічного університету
  - Коледж електрифікації Дніпровського державного аграрно-економічного університету
  - Жіночий педагогічний коледж “Бет-Хана”
  - Дніпровський фаховий педагогічний коледж «Дніпровської академії неперервної освіти» Дніпропетровської обласної ради
  - Дніпропетровський фаховий мистецько-художній коледж культури
  - Фаховий музичний коледж Дніпропетровської академії музики ім. М. І. Глінки
  - Дніпровський базовий медичний коледж
  - Автотранспортний коледж Дніпровської політехніки
  - Фаховий коледж ракетно-космічного машинобудування Дніпровського національного університету ім. О. Гончара
  - Дніпровський технолого-економічний коледж
  - Дніпровський індустріальний коледж
  - Дніпровський фаховий коледж економіки та бізнесу Дніпровського національного університету ім. О. Гончара
  - Дніпровський фаховий політехнічний коледж
- Технікуми:
  - Придніпровський енергобудівний технікум
  - Дніпровський індустріально-педагогічний технікум
  - Дніпровський монтажний технікум
  - Дніпровський технікум зварювання та електроніки імені Є. Патона
- Училища:
  - Дніпровське вище училище фізичної культури
  - Вище професійне училище № 17
  - Вище професійне училище № 55
  - Міжрегіональне вище професійне училище з поліграфії та інформаційних технологій
- Навчальні центри:
  - Дніпропетровський обласний навчальний центр підготовки, перепідготовки та підвищенню кваліфікації кадрів АПК
  - ТОВ Науково-виробниче підприємство «Прогрес-1»

### Кривий Ріг
- Академія:
  - Академія гірничих наук України
- Університети:
  - Криворізький державний педагогічний університет
  - Криворізький Національний університет (в тому числі для відокремлених структурних підрозділів)
  - Криворізький факультет Дніпропетровського державного університету внутрішніх справ
- Інститути:
  - Приватний ВНЗ «Інститут ділового адміністрування»
  - Приватний ВНЗ Інститут підвищення кваліфікації та перепідготовки кадрів
  - Криворізький металургійний інститут Національної металургійної академії України
- Технікум:
  - Криворізький державний комерційно-економічний технікум
- Коледжі:
  - Криворізький будівельний коледж
  - Криворізький коледж Національної металургійної академії України
  - Криворізький технічний коледж Національної металургійної академії України
  - Політехнічний фаховий коледж Криворізького національного університету
  - Індустріальний фаховий коледж Криворізького національного університету
  - Криворізький гірничо-електромеханічний фаховий коледж Криворізького національного університету
  - Криворізький гірничий фаховий коледж Криворізького національного університету
  - Криворізький автотранспортний фаховий коледж Криворізького національного університету
  - Інгулецький фаховий коледж Криворізького національного університету
  - Криворізький медичний коледж, заснований на спільній власності територіальних громад сіл, селищ і міст Дніпропетровської області
  - Криворізький коледж Національного авіаційного університету
  - Комунальний заклад «Криворізький обласний фаховий медичний коледж»
  - Криворізький обласний фаховий музичний коледж
- Навчальний центр:
  - Міжрегіональний центр професійної перепідготовки звільнених у запас військовослужбовців м. Кривого Рогу Дніпропетровської області

### Кам'янське
- Університет:
  - Дніпровський державний технічний університет
- Технікум:
  - Кам'янський державний енергетичний технікум
- Коледжі:
  - Кам'янський фаховий коледж харчових технологій та підприємництва Дніпровського державного технічного університету
  - Кам'янський коледж фізичного виховання
  - Кам'янський фаховий музичний коледж Дніпропетровської обласної ради
  - Придніпровський державний металургійний коледж
  - Дніпровський фаховий коледж інженерії та педагогіки Державного вищого навчального закладу «Український державний хіміко-технологічний університет»
  - Техніко-економічний фаховий коледж Дніпровського державного технічного університету
  - Кам'янський медичний коледж
- Училище
  - Кам'янське вище професійне училище

### Нікополь
- Університет:
  - Приватний заклад вищої освіти «Нікопольський економічний університет»
- Коледжі:
  - Нікопольський фаховий коледж Національної металургійної академії України
  - Нікопольський коледж Дніпропетровського державного аграрно-економічного університету
  - Нікопольський фаховий коледж Дніпропетровської обласної ради
  - Нікопольський медичний коледж, заснований на спільній власності територіальних громад сіл, селищ, міст Дніпропетровської області

### Марганець (місто)
- Коледж:
  - Марганецький коледж Національного технічного університету «Дніпровська політехніка»

### Жовті Води
- Коледжі:
  - Жовтоводський промисловий фаховий коледж Дніпровського національного університету імені Олеся Гончара
  - Жовтоводський педагогічний коледж Дніпропетровської обласної ради
- Навчальний центр:
  - Західно-Дніпровський центр професійно-технічної освіти

### Верхньодніпровськ
- Коледж:
  - Верхньодніпровський коледж Дніпровського державного аграрно-економічного університету

### Вільногірськ
- Коледж:
  - Вільногірський фаховий коледж Національної Металургійної академії України

### Вишневе
- Коледж:
  - Ерастівський фаховий коледж імені Е. К. Бродського Дніпровського державного аграрно-економічного університету

### Павлоград
- Інститут:
  - Західнодонбаський приватний інститут економіки і управління
- Коледжі:
  - Павлоградський медичний коледж, засноване на спільній власності територіальних громад, сіл, селищ, міст Дніпропетровської області
  - Павлоградський фаховий коледж Національного технічного університету «Дніпровська політехніка»

### Новомосковськ
- Коледжі:
  - Новомосковський кооперативний коледж економіки та права ім. С. В. Литвиненка Дніпропетровської облспоживспілки
  - Новомосковський коледж Дніпровського державного аграрно-економічного університету
  - Новомосковський фаховий коледж Національної металургійної академії України

### Олександрівка (Покровський район)
- Ордена «Знак Пошани» Вище професійне училище № 75